# قاسم‌آباد تهرانچی
قاسم‌آباد تهرانچی، روستایی از توابع بخش خاوران  شهرستان ری در استان تهران ایران است.
قدمت روستای قاسم آباد تهرانچی به دوره سلجوقیان میرسد 
قلعه شنی واقع در این روستا به دوره سلجوقیان میرسد

## جمعیت
این روستا در دهستان خاوران غربی   قرار دارد و براساس سرشماری مرکز آمار ایران در سال ۱۳۸۵، جمعیت آن ۲٬۲۸۱ نفر (۵۳۱خانوار) بوده‌است.